# Filippo Cortese
Filippo Cortese (Giovinazzo, 13 agosto 1838 – Acquaviva delle Fonti, 22 agosto 1889) è stato un compositore, organista, direttore d'orchestra e maestro di cappella italiano.

## Biografia
Nato da Giuseppe e Grazia Mastrovito, ricevette la sua prima formazione musicale sia dal canonico Filippo Cortese, suo zio, che da suo padre, maestro di cappella e allievo di Nicola Antonio Zingarelli a Napoli. Dal dicembre 1858 al 4 agosto 1862 si trasferì a Napoli per proseguire i suoi studi di canto, pianoforte e composizione al conservatorio di San Pietro a Majella con Carlo Conti, Giuseppe Lillo e Paolo Serrao. In conservatorio fu molto stimato da Serrao per le sue qualità, "specialmente nella composizione, per la quale già offrì i più belli principii, avendo composto fra le altre cose una Messa, che fu immensamente applaudita dai primi professori del detto Real Collegio", diventando in seguito maestro coadiutore di Carlo Conti. Ritornato a Giovinazzo nel 1862 compose una Messa e un Vespro a grande orchestra per la Festa della Madonna di Corsignano. Fu poi nominato maestro di cappella della cattedrale di Matera dal maggio 1863 all'agosto 1880 e della cattedrale di Acquaviva delle Fonti dal settembre 1880 al 1889. Dal 1º febbraio 1884 fino alla sua morte divenne anche direttore della Banda Grande di Acquaviva delle Fonti.
Durante la sua carriera artistica fu apprezzato anche dal compositore Lauro Rossi nel 1877 quale "rinomato Maestro e valente Organista e meritevole di particolari riguardi" e da Francesco Florimo, bibliotecario del Real Collegio di Napoli che nel 1881 invitò il compositore a regalare al conservatorio alcune sue composizioni. Ebbe tra i suoi allievi lo storico Antonio Lucarelli.

## Opere
Le partiture (più di 556 testimoni) sono custodite principalmente nella biblioteca del conservatorio San Pietro a Majella di Napoli e nell'Archivio diocesano di Giovinazzo:
- Ad inusata gloria sorge la patria terra, cantata (Matera, 9 giugno 1872);[4]
- Dixit Dominus a grande orchestra;
- Gloria (1878);
- Messa a grande orchestra;
- Messa (29 agosto 1862);
- Non finisce la vita dei grandi, cantata dedicata a Pietro Giannone (Matera, 15 giugno 1873);[4]
- Piccola Messa a due voci e organo;
- Sacerdos et pontifex, antifona;
- Sepulto Domino a tre voci e orchestra;
- Sinfonia a grande orchestra;
- Te Deum a tre voci e orchestra (Matera, 27 dicembre 1863).